# Список генеральних консулів КНР в Одесі
Нижче наведений список генеральних консулів Китайської Народної Республіки в Одесі, Україна.

## Список

### З 2006
Генеральне консульство КНР в Одесі офіційно відкрилося 29 листопада 2011 року.
| Генеральний консул | Дата призначення | Дата вступу на посаду | Дата звільнення    |
| ------------------ | ---------------- | --------------------- | ------------------ |
| Сунь Ліньцзян      | Квітень 2006     |                       | Листопад 2008 року |
| У Сяоін            | Грудень 2008     |                       | Листопад 2013      |
| Цао Юньлун         | Березень 2014    | 14 березня 2014       | Квітень 2016       |
| Чжао Сянжун        | Вересень 2016    | Вересень 2016         | Вересень 2018      |
| Сун Ліцюнь         | Жовтень 2018     | Жовтень 2018          |                    |